# Алгабас (Теректинський район)
Алгаба́с (каз. Алғабас) — село у складі Теректинського району Західноказахстанської області Казахстану. Входить до складу Богдановського сільського округу.
Населення — 203 особи (2021; 268 у 2009, 344 у 1999, 403 у 1989).